# Musayelyan (Shirak)
Musayelyan (in armeno Մուսայելյան?) è un comune di 386 abitanti (2001) della provincia di Shirak in Armenia.